# Casa Barreira

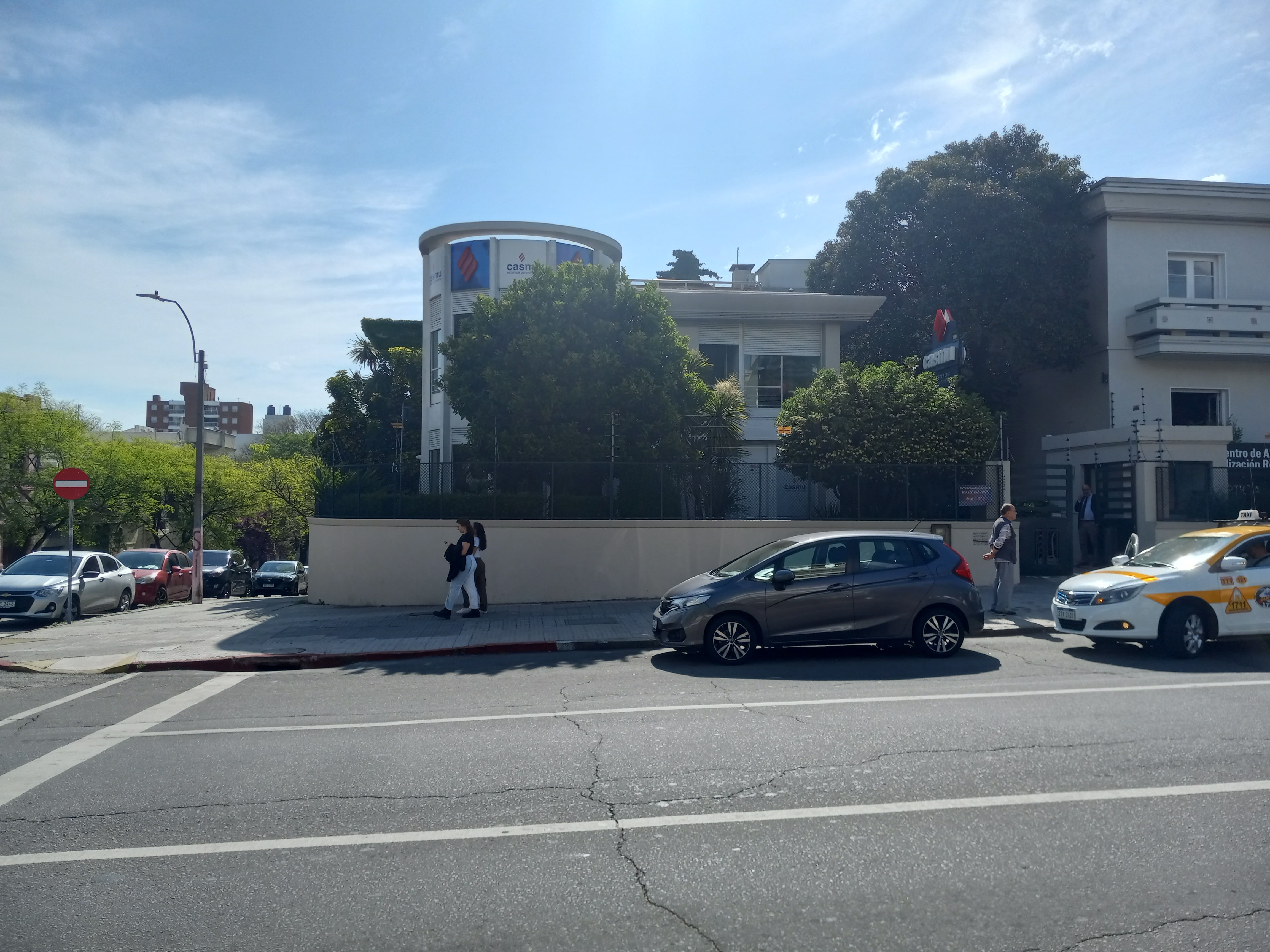
Casa Barreira

Das Casa Barreira, auch als Vivienda Barreira bezeichnet, ist ein Bauwerk in der uruguayischen Landeshauptstadt Montevideo.
Das 1941 errichtete Gebäude befindet sich im Barrio Cordón an der Grenze zu Pocitos am Bulevar Artigas 1257, Ecke Guaná. Für den Bau zeichnete als Architekt Román Fresnedo Siri verantwortlich. Später wurden Umbauten vorgenommen, über deren zeitliche Einordnung und Leitung keine Angaben vorhanden sind. Architektonisch wird das Bauwerk der Moderne zugeschrieben. Das ursprünglich als Wohnhaus konzipierte Casa Barreira stand zunächst im Eigentum der Familie Barreira. Mittlerweile beherbergt es Büros, in denen die Abordnung der Europäischen Kommission ihren Sitz hat.
Seit 1995 ist das Casa Barreira aufgrund des decreto 26864 als Bien de Interés Municipal klassifiziert.